# Besteigungsversuch der Eiger-Nordwand 1936

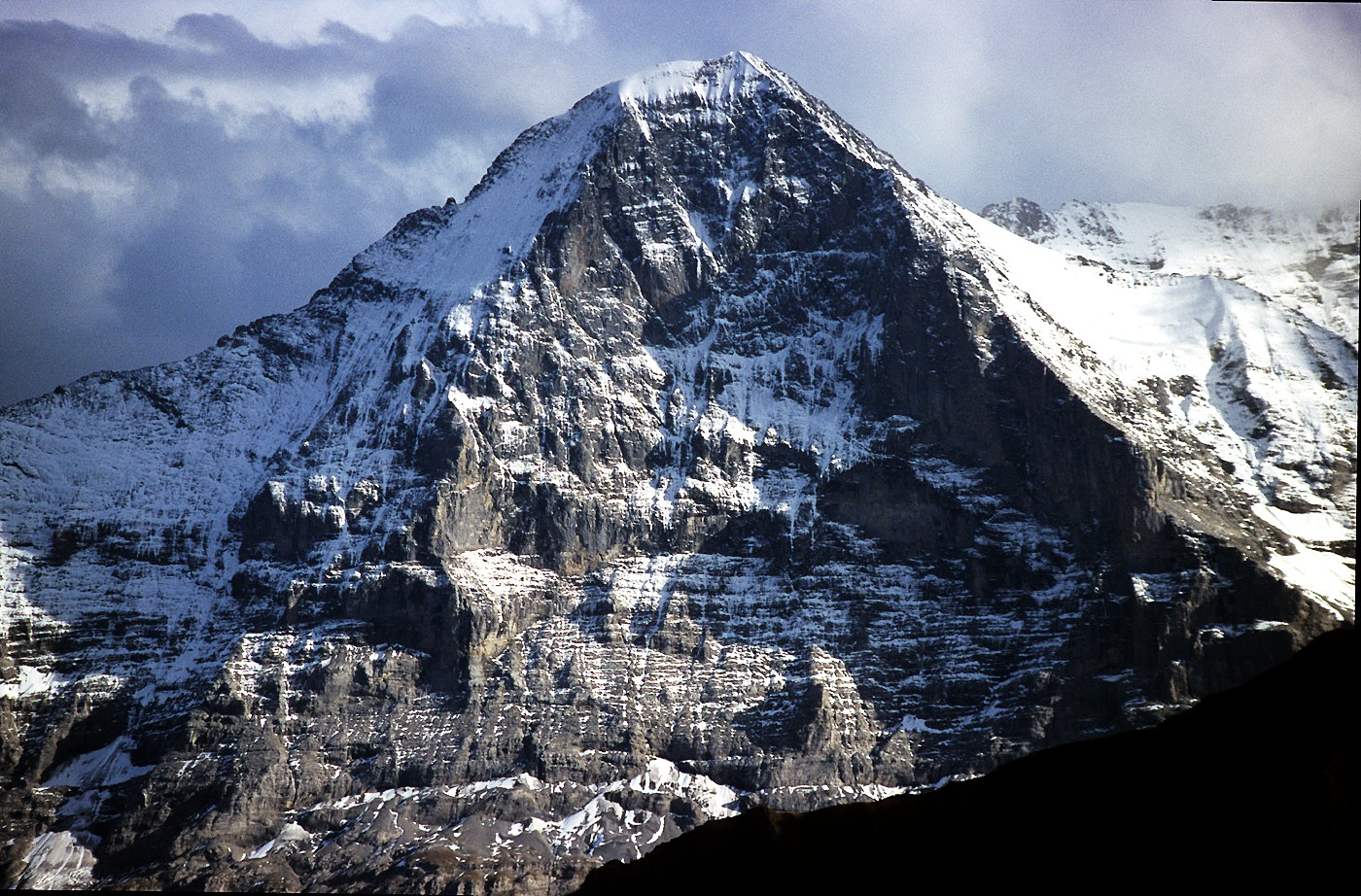
Eiger-Nordwand

Der Besteigungsversuch der Eiger-Nordwand 1936 gilt als einer der ersten ernsthaften Durchsteigungsversuche der Eiger-Nordwand in den Berner Alpen. Dabei kamen im Sommer 1936 zwei Seilschaften ums Leben. Die Tragödie zählt zu den bekanntesten der Alpingeschichte und war Vorlage für zahlreiche Bücher und Filmwerke.

## Vorgeschichte
Die Nordwände von Eiger, Matterhorn und Grandes Jorasses galten in den 1930er-Jahren unter Bergsteigern als die „letzten drei Probleme der Alpen“, um deren Besteigung sich ein Wettlauf der Kletter-Elite entwickelte. Die Nordwand des Matterhorns wurde 1931 erklettert, die der Grandes Jorasses 1935. Daraufhin fiel das Interesse auf die Eiger-Nordwand, die mit rund 1800 Metern zudem die höchste der drei Nordwände darstellte.
Die erste Beschreibung der Eiger-Nordwand erschien 1850 im Buch Das Panorama von Bern des Regierungsstatthalters Gottlieb Studer. 1883 soll der deutsche Bergführer Johann Grill nur mit Mühe von seinem englischen Begleiter John Farrar abgehalten worden sein, in die Nordwand einzusteigen. 1911 gelang die Durchsteigung des unteren Drittels der Nordwand durch die Schweizer Bergführer Christen Almer und Joseph Schaler sowie einen englischen Kunden. Sie wurden unterhalb der Station Eigerwand mittels eines Seils zur Bahn hinaufgezogen.
Im Juli 1934 erfolgte ein erneuter Durchstieg des unteren Drittels der Nordwand und Ausstieg über die Station Eigerwand durch die Deutschen Willy Beck sowie Kurt und Georg Löwinger. Ein erster ernsthafter Durchsteigungsversuch durch die Münchner Max Sedlmayr und Karl Mehringer scheiterte im Sommer 1935 mit dem Tod der beiden Bergsteiger auf Höhe des Todesbiwaks.
Im Sommer 1936 erreichten drei aussichtsreiche Seilschaften den Fuß der Eiger-Nordwand:
- die Münchner Albert Herbst und Hans Teufel
- der Bad Reichenhaller Anderl Hinterstoißer und der Berchtesgadener Toni Kurz
- der nach Deutschland ausgewanderte Salzburger Willy Angerer und der Innsbrucker Eduard „Edi“ Rainer.

Sie alle galten als sehr erfahrene und geübte Bergsteiger, denen auch schon schwierigste Erstbegehungen gelungen waren.
Weil die Verhältnisse für eine Besteigung noch nicht gegeben waren, unternahmen Herbst und Teufel eine Vorbereitungstour von der Guggihütte zum Schneehoren (3400 m), wo ihnen die Erstbegehung der Nordwand gelang. Beim Abstieg verunglückten die beiden, wobei Teufel ums Leben kam und Herbst schwer verletzt wurde. Angerer und Rainer erkundeten zwischenzeitlich das untere Drittel der Wand und hatten westlich der Route von Sedlmayr/Mehringer einen Weg entdeckt, der auch heute noch benutzt wird. Sie erkletterten den Schwierigen Riss bis zu einem ungangbaren Plattenschuss, wo sie nicht mehr weiterkamen und wieder abstiegen.

## Besteigungsversuch 1936

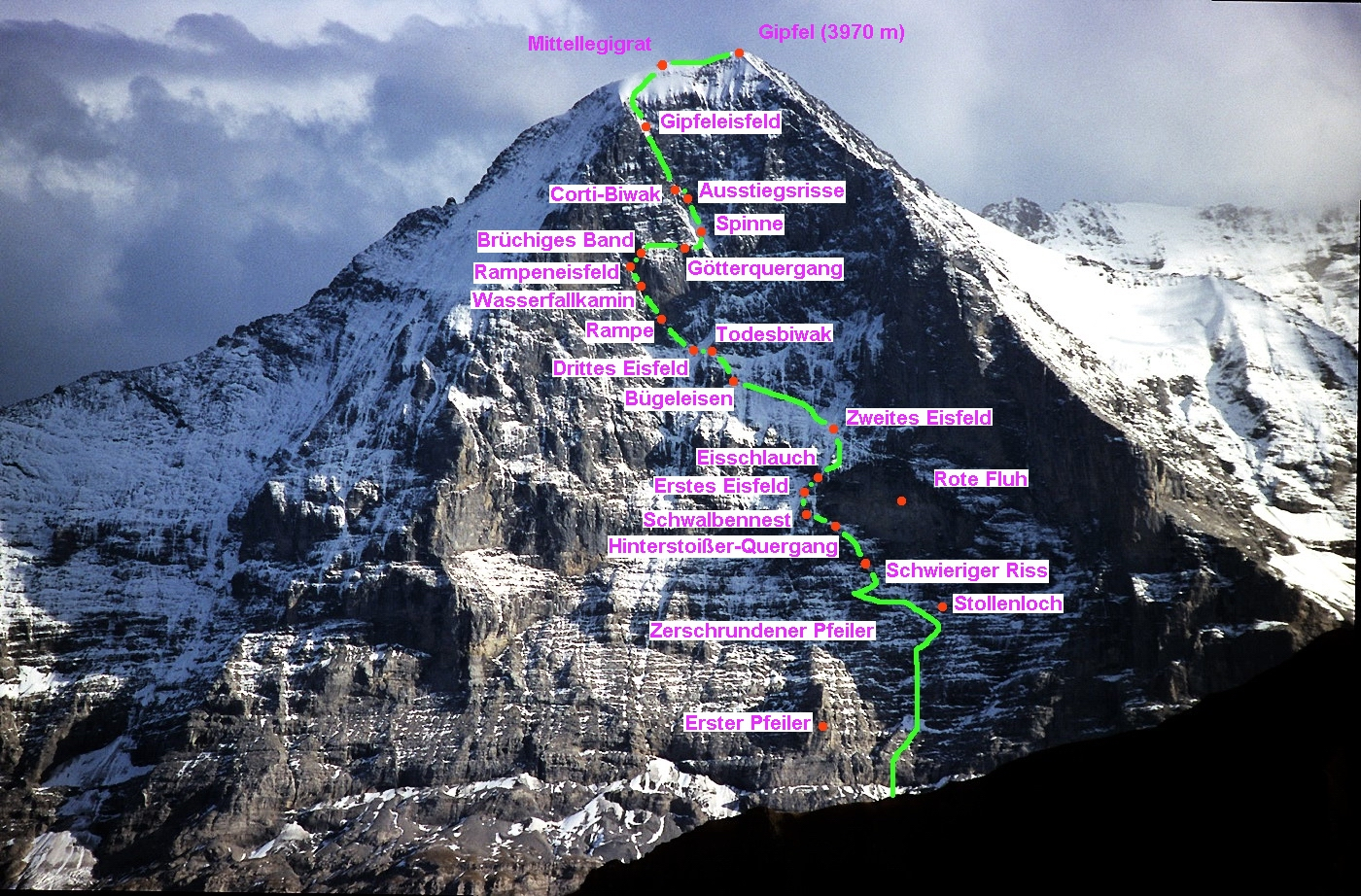
Stationen der Heckmair-Route, dem Weg der Erstbegeher von 1938

Frühmorgens am 18. Juli 1936 stiegen Kurz und Hinterstoißer sowie Rainer und Angerer als getrennte Zweierseilschaften auf der von den Österreichern erkundeten Route in die Wand ein. Der Aufstieg wurde von den Medien, der SAC-Rettungsstelle in Grindelwald sowie den Sommergästen der Hotels und Pensionen am Fuße des Eiger und von der Kleinen Scheidegg aus verfolgt.
An dem schwierigen Plattenschuss, an dem die Österreicher zuvor gescheitert waren, konnte Hinterstoißer einen Pendelquergang bis zum unteren Teil des Ersten Eisfeldes ausführen. Diese bergsteigerische Pionierleistung hatten sie bereits an der Großen Zinne und dem Untersberg erprobt. Die Stelle trägt heute noch den Namen Hinterstoißer-Quergang. Über das montierte Seil überwanden die drei anderen Bergsteiger diese etwa 40 Meter breite, plattige Stelle. Danach wurde das Geländerseil abgezogen, wahrscheinlich da sie es für den weiteren Aufstieg benötigten.
Über das Erste Eisfeld stiegen sie höher bis unter eine senkrechte Felsstufe, über der das Zweite Eisfeld beginnt. Diese schwierige Passage überwanden sie über einen schmalen und steilen Eisstreifen, der später den Namen Eisschlauch erhielt. Nachdem sie noch das Zweite Eisfeld durchstiegen hatten, errichteten sie in der Dämmerung ihr erstes Biwak an den begrenzenden Felsen. Sie hatten somit am ersten Tag bereits die Hälfte der Wand durchstiegen, spätere Seilschaften mussten ihre Biwaks meist schon viel früher einrichten.
Am 19. Juli hingen Nebelfetzen in der Wand; dennoch konnten die Bergsteiger von der Kleinen Scheidegg aus beobachtet werden, wie sie gegen 7 Uhr früh das Zweite Eisfeld querten. Dann ereignete sich ein Schlechtwettereinbruch, und den Beobachtern wurde die Sicht entzogen. Am 20. Juli lichtete sich der Nebel, und die vier Kletterer wurden im Bereich des Bügeleisens gesichtet, wo sie anscheinend biwakiert hatten. Sie hatten somit am ganzen Vortag nur das Zweite Eisfeld gequert und kaum Höhe gewonnen. Hinterstoißer und Kurz sollen zuvor noch über die Stelle des Todesbiwaks hinausgekommen sein, ehe sie zu den Österreichern zurückgestiegen waren.
Dann war jedoch zu erkennen, dass sie abstiegen und einer von ihnen verletzt sein musste. Denn während einer abstieg, bemühten sich zwei um den anderen. Es wird vermutet, dass Willy Angerer noch am ersten Tag durch Steinschlag am Kopf verletzt wurde, weshalb die Österreicher sich auch um einiges langsamer fortbewegten. Die vier Kletterer stiegen bis ans untere Ende des Zweiten Eisfeldes und seilten sich über den Eisschlauch zum Ersten Eisfeld hinab, wo sie ein Biwak einrichteten. Dann verschlechterte sich das Wetter noch weiter, Sturm kam auf und es begann zu schneien.
Am Nachmittag konnte ein Streckengeher der Jungfraubahn aus dem Stollenloch heraus Rufverbindung zu den Kletterern aufbauen. Er will dabei ein fast fröhlich klingendes „Alles in Ordnung“ verstanden haben. Als er jedoch etwa zwei Stunden später erneut in die Wand hinausrief, vernahm er eindeutige Hilferufe und er bat über die Station Eigerwand um Hilfe. Zufällig befanden sich die drei Schweizer Bergführer Adolf Rubi, Christian Rubi und Hans Schlunegger in der Station Eigergletscher und fuhren sofort mit einem Sonderzug zum Stollenloch.

### Todeskampf des Toni Kurz
In der beginnenden Nacht stiegen sie bei tobendem Sturm vom Stollenloch aus etwa 150 bis 180 Meter zu den überhängenden Felsen unterhalb des Hinterstoißer-Quergangs. Sie konnten Rufverbindung zu Toni Kurz herstellen, der dringend Hilfe benötigte. Da es bereits Nacht geworden war und ein Sturm tobte, sahen sich die Bergführer außerstande, einen Rettungsversuch zu unternehmen. Sie riefen Toni Kurz zu, dass sie morgen früh wiederkommen würden, um ihm zu helfen. Hans Schlunegger berichtete später, Kurz habe daraufhin mehrmals Mark-und-Bein-erschütternd „Nein“ geschrien.
Im Morgengrauen des 21. Juli stiegen die Bergführer vom Stollenloch aus erneut in die Wand hinaus und wurden nun auch vom legendären Bergführer Arnold Glatthard unterstützt. Toni Kurz stand noch auf einem Felsband, das Seil verlief nach oben zu Edi Rainer und nach unten zu Willy Angerer. Von Angerer, Rainer und Hinterstoißer war jedoch nichts zu sehen. Wie es dann zum Unfall kam, kann nur noch vermutet werden. Die gängigste Meinung ist jene, dass die vier im Abstieg von einer Lawine erfasst wurden, wobei der von oben sichernde Edi Rainer gegen einen Felsen geschleudert und tödlich verletzt wurde. Der verletzte Willy Angerer soll von einem Seil stranguliert worden sein, während das Seil von Hinterstoißer abriss und er bis ins Tal abstürzte. Toni Kurz hatte sich in der Mitte befunden und war nun auf einem kleinen Felsband gefangen, wobei er mit seinem Seil noch mit den beiden Österreichern verbunden war.
Die Rufe der Bergführer wurden von Kurz beantwortet. Dieser wollte, dass die Bergführer durch den inzwischen vereisten Schwierigen Riss zu ihm hochkamen, wozu sich die Schweizer jedoch nicht im Stande fühlten. In schwerem Gelände kamen die vier Bergführer bis auf etwa 50 Meter an Kurz heran, dann sperrten weitausladende Überhänge jedes Weiterkommen. Von dort aus hatten sie auch keine Sichtverbindung mehr zu Toni Kurz.
Sie riefen Kurz zu, er solle eine Reepschnur herunterlassen, damit er Seil, Haken und Karabiner aufseilen könne. Kurz antwortete, dass er keine mehr habe. Nun wollten die Bergführer, dass Kurz zum toten Angerer hinunterstieg, das Seil abschlug, es dann aufdrehte und die Litzen zusammenknüpfte. Die damaligen Hanfseile bestanden fast durchwegs aus drei einzelnen Litzen, die jeweils vier oder fünf Millimeter Durchmesser aufwiesen. Toni Kurz war bereits schwer mitgenommen und erschöpft. Er befand sich schon seit vier Tagen und drei Nächten in der Wand, wobei er die letzte Nacht stehend bzw. hängend in einem schweren Unwetter verbracht hatte. Seine linke Hand war bereits erfroren. Adolf Rubi hielt es für unmöglich, dass Kurz noch zu solch einer aufwendigen Aufgabe imstande sei.
Die Bergführer hörten jedoch die Pickelschläge, mit denen Kurz anscheinend das Seil durchschlug, welches ihn mit Angerer verband. Mit seiner noch gesunden Hand und den Zähnen konnte Kurz das Seil in rund vierstündiger Arbeit aufdrehen und die Litzen zusammenknoten. Er ließ dann dieses Seil mit einem Stein beschwert zu den Bergführern hinab. Zwischenzeitlich hatte sich der an der Wand festgefrorene Willy Angerer gelöst und stürzte in die Tiefe. Er verfehlte dabei einen der Retter nur um Zentimeter.
Die Bergführer befestigten ein Seil an dieser Schnur, mit dem Kurz sich später zu den Rettern abseilen sollte, ebenso einen Hammer, einige Haken und Karabiner. Da das einzelne Seil jedoch zu kurz erschien, knoteten sie ein weiteres Seil an das erste. Sich an diesem Seil zu Toni Kurz hochzuprusiken, schätzten sie als zu gefährlich ein.
Kurz schaffte es nach längerer Zeit, eine Abseilstelle einzurichten und sich am Seil langsam nach unten zu bewegen. Aufgrund seiner Erfrierung konnte er nicht im Dülfersitz abseilen, sondern hatte sich eine Sitzschlinge geknüpft. Das an Haken befestigte Seil hatte er zweimal um einen Karabiner gewickelt und in die Sitzschlinge eingehängt. Mit seiner gesunden Hand hielt er sich am Seil fest, um nicht rückwärts zu kippen. Durch Straffen und Lockern des Seiles konnten die Bergführer zudem seine Abfahrt steuern.
Etwa sechs bis acht Meter über den Bergführern kam die Abseilfahrt von Toni Kurz zum Stillstand, da der Seilverbindungsknoten nicht durch seinen Karabiner passte. Er versuchte verzweifelt diesen durch den Karabiner zu pressen, während ihm die Bergführer Mut zusprachen und ihn aufmunterten. Arnold Glatthard rief ihm zu, er solle das Seil durchtrennen und sich zu den Rettern hinunterfallen lassen, doch Kurz hatte keine Kraft mehr. Er stöhnte noch einmal auf, kippte nach vorne und starb mit seinen Händen und Füßen nach unten hängend an dieser Stelle. Seine letzten Worte sollen „Ich kann nicht mehr“ gewesen sein.
Nur wenig später trafen acht deutsche Bergretter am Stollenloch ein, die am 20. Juli alarmiert worden waren und am 21. Juli mit einer Junkers Ju 52 aus München angereist waren. Von den Schweizern wurden sie darüber informiert, dass keiner der Bergsteiger überlebt hatte. Zusammen fuhren sie mit der Bahn wieder zur Kleinen Scheidegg hinab und übernachteten dort.

## Bergung der Verunglückten
Am 22. Juli fuhren sie mit dem ersten Zug wieder zum Stollenloch und stiegen die gleiche Route hinüber zu Toni Kurz. Während der Nacht hatte es geschneit und Wasser war über das Seil und den Körper von Kurz geronnen. Sein Leichnam war mit einer Eisschicht bedeckt und an seinen Fingern und Füßen hingen Eiszapfen. Das Seil war durch die Eisummantelung nun fast 10 cm dick. Der deutsche Bergretter Ludwig Gramminger wunderte sich, wie der Abseilstand von Kurz dieses Gewicht halten konnte.
Die Deutschen stiegen nun an dem schwierigen Fels bis auf etwa drei Meter an die Leiche von Toni Kurz heran und versuchten, ihn mit einer Seilschlinge zu fixieren, die sie an einer etwa zweieinhalb Meter langen Stange befestigt hatten. Mit dieser wollten sie verhindern, dass Kurz nach Durchtrennen des Seiles ins Tal abstürzte. Nach drei Stunden und verschiedenen Techniken mussten sie dieses Unterfangen jedoch aufgeben. Sie befestigten dann ein Messer an der Stange und schnitten das Seil durch, wodurch Kurz’ gefrorener Körper durch die Wand stürzte.
Am 23. Juli bargen die Bergretter die Leiche von Willy Angerer in einer Schlucht am Fuß der Wand. Sie konnten noch erkennen, dass sein Kopf einbandagiert worden war. Anscheinend war also er der Verletzte, der von den anderen durch die Wand transportiert worden war. Zudem fanden sie Kleidungsfetzen, Steigeisen, einen Fotoapparat und eine Uhr. In einer Randkluft entdeckten sie dann auch noch die Leiche des 1935 verunglückten Max Sedlmayr.
Am 26. Juli entdeckten die Bergretter die gefrorene Leiche von Rainer am unteren Ende des Quergangs. Beim Versuch durch Ludwig Gramminger, Martin Meier und Paul Liebl, ihn zu bergen, stürzte sein toter Körper über die Wand ins Tal. Er wurde am nächsten Tag geborgen. Die von den Rettern teilverankerten Quergangsseile wurden von späteren Seilschaften als Geländerseile für den Quergang benutzt.
33 Tage nach seinem Tod wurde Toni Kurz am 24. August 1936 von den Münchner Bergsteigern Hans Hintermeier und Rudolf Peters in einer Spalte am Fuße der Wand aufgefunden. Hintermeier und Peters waren vom Gebirgsjäger-Regiment 100 in Reichenhall zur Unglücksstelle aufgebrochen. Die Leiche von Andreas Hinterstoißer fanden die beiden am 27. Juli 1937 auf einem Vorsprung. Er war an ein längeres Seil gebunden, welches durchtrennt worden war. Die deutschen Bergretter vermuteten, dass er einem Seilriss zum Opfer fiel, als er versuchte, den Hinterstoißer-Quergang erneut auszuführen.

## Nach der Tragödie
Drei Tage nach dem Tod der Bergsteiger erließ die Regierung des Kantons Bern ein Besteigungsverbot der Eiger-Nordwand. Dieses war rechtlich nicht haltbar und wurde im November 1936 wieder aufgehoben. Die alpinen Rettungsstationen wurden jedoch von ihrer Pflicht zur Hilfeleistung an der Eiger-Nordwand entbunden.
1938 fand der Hinterstoißer-Kurz-Gedächtnislauf im Watzmannkar statt. Zudem gibt es seit 1948 den Anderl-Hinterstoißer-Gedächtnislauf auf der Reiter Alm. Am Jungfrau-Eiger-Walk vom Eigergletscher zur Kleinen Scheidegg, am Rande des Fallbodensees gelegen, erinnern ihre in Stein gemeißelten Namen an die Tragödie. Im Frankenjura gibt es eine Kletterroute namens Hinterstoißer-Gedenkweg.

## Literarische Rezeption
- 1936 erschien nur wenige Wochen nach dem Tod der Kurz-Seilschaft das erste Eiger-Buch, Der Kampf um die Eiger Nordwand.
- Das bald danach publizierte Die Wand. Tagebuch eines jungen Bergsteigers von Erika Jemelin stellt ein fiktives Tagebuch von Toni Kurz dar.
- Ebenfalls bald nach der Tragödie schrieb Theo Lütolf das Versepos Das Drama am Eiger.
- 1938 schrieb Gustav Renker den Roman Schicksal in der Nordwand, in dem die Nordwand Symbol für den Kampf zwischen Mensch und Natur ist.
- 2000 erschien das Buch Flash-back sur l’Eiger von Daniel Grevoz und Simon Mawer. Die Hauptpersonen klettern auf den Spuren von Toni Kurz.
- 2007 veröffentlichten Daniel Grevoz und Simon Mawer das Buch The Fall mit einem ähnlichen Thema.

## Film
Es entstanden mehrere Filme, in denen vor allem die historischen Ereignisse von 1935 und 1936 nachgestellt wurden.
- Für den Bayerischen Rundfunk bereitete Gerhard Baur im Jahr 1980 die Spielfilmdokumentation Der Weg ist das Ziel - Die Eiger-Nordwandtragödie 1936 auf. Das Besondere an diesem Werk ist, dass alle Szenen an Originalschauplätzen gedreht wurden. Der Film wurde mit vielen nationalen und internationalen Preisen ausgezeichnet.
- Das Doku-Drama von 2007 The Beckoning Silence (Drama in der Eiger-Nordwand) verbindet die Geschichte des Toni Kurz mit dem Überlebenskampf des englischen Bergsteigers Joe Simpson in den Anden. Als Vorlage diente dessen Buch aus dem Jahr 2003: Im Banne des Giganten. Der lange Weg zum Eiger.[1]
- 2008 wurde die Geschichte des Besteigungsversuchs als Nordwand von Philipp Stölzl verfilmt. Die vier Bergsteiger werden von Benno Fürmann als Toni Kurz, Florian Lukas als Andreas Hinterstoißer, Georg Friedrich als Edi Rainer, und Simon Schwarz als Willy Angerer gespielt.